# Mendon (Utah)
Pour les articles homonymes, voir Mendon (homonymie).
La ville américaine de Mendon est située dans le comté de Cache, dans l’État de l’Utah. Sa population s’élevait à 1 282 habitants lors du recensement de 2010.

## Histoire
La localité a été nommée en hommage à la ville de Mendon, dans l’État de New York.

## Source
- (en) Cet article est partiellement ou en totalité issu de l’article de Wikipédia en anglais intitulé « Mendon, Utah » (voir la liste des auteurs).